# Raimondo Jaffei
Raimondo Jaffei (Bagnaia, 31 ottobre 1847 – Forlì, 22 agosto 1932) è stato un vescovo cattolico italiano.

## Biografia
Di ceto benestante, nacque a Bagnaia di Viterbo, ma studiò nel seminario di Fermo, città di origine della famiglia.
Fu ordinato presbitero il 21 settembre 1872.
Il 18 marzo 1895 fu eletto vescovo di Forlì, diocesi che governò per quasi 44 anni, fino alla morte.
Appena eletto, nello stesso 1895, pronunciò l'elogio funebre del cardinale Amilcare Malagola, arcivescovo di Fermo.
Come amministratore della diocesi di Modigliana, nel 1908 pose la prima pietra dell'attuale santuario dell'eremo di Montepaolo.
Nel 1920, le celebrazioni per il suo venticinquesimo anniversario episcopale furono disturbate, tra il 3 e il 5 maggio, da fischi, urla e lanci di sassi da parte dei socialisti. Anche i repubblicani parteciparono alle azioni di disturbo.
Fu in stretti rapporti con Guido Maria Conforti, arcivescovo di Ravenna e fondatore della Pia società di San Francesco Saverio per le missioni estere: il 12 ottobre 1932 i Saveriani entrano nella loro casa di San Pietro in Vincoli (diocesi di Forlì).
Con il cardinale Domenico Svampa consacrò vescovo Vincenzo Scozzoli.

## Genealogia episcopale
La genealogia episcopale è:
- Cardinale Scipione Rebiba
- Cardinale Giulio Antonio Santori
- Cardinale Girolamo Bernerio, O.P.
- Arcivescovo Galeazzo Sanvitale
- Cardinale Ludovico Ludovisi
- Cardinale Luigi Caetani
- Cardinale Ulderico Carpegna
- Cardinale Paluzzo Paluzzi Altieri degli Albertoni
- Papa Benedetto XIII
- Papa Benedetto XIV
- Papa Clemente XIII
- Cardinale Bernardino Giraud
- Cardinale Alessandro Mattei
- Cardinale Pietro Francesco Galleffi
- Cardinale Filippo de Angelis
- Cardinale Amilcare Malagola
- Vescovo Raimondo Jaffei